# Kaigal-ool Khovalyg
Kaigal-ool Khovalyg (touvain : Кайгал-оол Ким-оол оглу Ховалыг), né le 20 août 1960 à Bajyn-Alaak (Бажын-Алаак, dans le Chöön-Khyemchik Kozhuunu) est un musicien et chanteur touvain, pratiquant notamment le khöömei (chant de gorge diphonique turco-mongol). Il est le principal chanteur du groupe Huun-Huur-Tu et a participé à différentes autres formations musicales.

## Biographie
Nait le 20 août 1960 au pied du mont Bayan-Dugai et de la rivière Chadaana, affluent de l'Ienisseï (voir Tchadan).

### Famille
Son père nommé Kim-ool Chaptygbayevich Khovalyg', des Khovalygs de Bora-Khol, né en 1930 dans le village de Bazhyn-Alaak dans le Dzun-Khemchik kozhuun est professeur d'école supérieure enseignant le fonctionnement des automobiles. Il avait la réputation de pouvoir connaître le problème d'une automobile à distance, par le son de son moteur.
Sa mère, Chudur Enchek-Kulakovna Oorzhak, est née en 1936 dans le Dzun-Khemchik kozhuun, est la troisième fille de Mongush Sodunam, elle était musicienne et excellait dans ses représentations de chant folklorique et de tchastouchkas, un type de chanson humoristique slave au tempo élevé.
Il est marié à Anna Arapchorovna Khovalyg qui travaille à l'école des affaires soviétiques, avec qui ils ont un garçon aîné, Sayan et deux filles Syrga et Dolzatmaa.

### Carrière
Il est berger jusqu'à l'âge de 21 ans, il a commencé sa carrière musicale au sein de l'ensemble d'État touvain, à Kyzyl, pendant une dizaine d'années.
En 1989, il rejoint avec différents khöömeizhis la formation musicale Tyva avec, entre autres, Kongar-ool Ondar, Ivan saryglar, Boris Kherli, Vyacheslav Danmaa, ou encore Sergei Ondar. La formation est fondée par le musicien Gennadi Tumat (en) et le musicologue Zoya Kyrgys. Le répertoire du groupe est constitué de rares documents collectés par des universitaires de l'institut scientifique touvain de recherche du langage de littérature et d'histoire, pendant des expéditions dans les champs ou via les rencontres de vieux khoomeizhis. Un peu plus tard, le principal fondateur du groupe Huun-Huur-Tu, Alexander Bapa, suit également cette voie.
Il quitte l'ensemble d'État touvain pour former Huun-Huur-Tu avec Sasha et Sayan Bapa en 1992. Il pratique le khöömei dans les styles khöömei et kargyraa, et a une tessiture basse et ténor. À côté de ce groupe, il joue également dans d'autres formations aux styles musicaux différents tels que le World Groove Band, le Valkov Trio, avec le russe Vladimir Aleksandrovich Volkov (ru), et le groupe ethno-jazz multiculturel Vershki Da Koreshki, devenu depuis VeDaKi, où ont joué, entre autres, le Sénégalais Mola Sylla.
En 2007, il participe au film, Heimatklänge (de), une coréalisation Allemagne, Autriche et Suisse, dans lequel des chanteurs des Alpes, loin des montagnes de l'Altaï, décrivent leur passion pour la qualité des voix humaines,.
Le 20 août 2010, il fête ses 50 ans, en septembre, un festival de chant de gorge, organisé par le Centre de culture traditionnelle touvaine, est dédié au jubilé du Köömeizhi national qu'est Kaigal-ool Khovalyg.